# ポール・クレメンス
ポール・アーサー・クレメンス（Paul Arthur Clemens, 1988年2月14日 - ）は、アメリカ合衆国・サウスカロライナ州コロンビア出身のプロ野球選手（投手）。右投右打。
コービー・クレメンス（Koby Clemens）と同時期にヒューストン・アストロズ傘下に所属していたことから、コービーの父ロジャー・クレメンスの息子の1人と間違われることがあるが、血縁関係はない。

## 経歴

### プロ入りとマイナー時代
2007年のMLBドラフト36巡目（全体1089位）でサンフランシスコ・ジャイアンツから指名されたが、この時は入団せず。
2008年のMLBドラフト7巡目（全体220位）でアトランタ・ブレーブスから指名され、6月8日に契約。この年はルーキー級ガルフ・コーストリーグ・ブレーブスとアパラチアンリーグのルーキー級ダンビル・ブレーブスでプロデビュー。ルーキー級ダンビルでは12試合（先発8試合）に登板して3勝3敗1セーブ・防御率3.39・57奪三振の成績を残した。8月にA級ローム・ブレーブスへ昇格し、1試合に登板した。
2009年はA級ロームでプレーし、26試合（先発11試合）に登板して6勝5敗3セーブ・防御率5.91・64奪三振の成績を残した。
2010年はA級ロームで開幕を迎え、5月にA+級マートルビーチ・ペリカンズへ昇格。27試合（先発8試合）に登板して0勝4敗2セーブ・防御率3.69・65奪三振の成績を残した。
2011年はAA級ミシシッピ・ブレーブスでプレーし、20試合に先発登板して6勝5敗・防御率3.73・93奪三振の成績を残した。7月31日にマイケル・ボーンとのトレードで、フアン・アブレイユ、ブレット・オーバーホルツァー、ジョーダン・シェーファーと共にヒューストン・アストロズへ移籍した。移籍後はAA級コーパスクリスティ・フックスで5試合に登板。9月にAAA級オクラホマシティ・レッドホークスへ昇格し、1試合に登板した。オフの11月18日にアストロズとメジャー契約を結び、40人枠入りを果たした。
2012年2月18日にアストロズと1年契約に合意。3月15日にAAA級オクラホマシティへ配属され、そのまま開幕を迎えた。AAA級オクラホマシティでは20試合に先発登板して8勝8敗・防御率6.73・68奪三振と結果を残せず、7月にAA級コーパスクリスティへ降格。AA級コーパスクリスティでは7試合に先発登板して3勝2敗・防御率3.46・37奪三振の成績を残した。

### メジャー昇格後
2013年3月17日にAAA級オクラホマシティへ配属され、そのまま開幕を迎えたが、直後の4月8日にメジャーへ昇格し、翌9日のシアトル・マリナーズ戦でメジャーデビュー。13点リードの5回から登板し、4回を投げ5失点したが勝利投手となった。その後はリリーフとして30試合に登板していたが、防御率6.36と落ち込み、7月27日にAAA級オクラホマシティへ降格。8月27日に再昇格し、先発に転向したが、5試合で0勝3敗・防御率3.71と結果を残せないままシーズンを終えた。この年メジャーは35試合（先発5試合）に登板して4勝7敗・防御率5.40・49奪三振の成績を残した。
2014年3月9日にAAA級オクラホマシティへ異動した。4月12日にメジャーへ昇格。リリーフとして4試合に登板したが、3試合で失点するなど不調が続き5月2日にAAA級へ降格。5月9日にホセ・シスネロが故障者リスト入りしたため再昇格し、4試合に登板したが2度の救援失敗もあり、5月17日にAAA級オクラホマシティへ降格。6月1日に再昇格したが、3試合で2度の救援失敗を犯し、6月8日に再びAAA級オクラホマシティへ降格。7月27日にジョシュ・ゼイドが故障者リスト入りしたため再昇格。1試合に登板したが、8月5日にAAA級オクラホマシティへ降格。9月2日に戦力外となり、5日に40人枠を外れる形でAAA級オクラホマシティへ降格した。この年は13試合に登板して0勝1敗・防御率5.84・16奪三振の成績を残した。オフの10月30日にFAとなった。11月20日にフィラデルフィア・フィリーズとマイナー契約を結んだ。
2015年6月26日に自由契約となった。8月1日にカンザスシティ・ロイヤルズとマイナー契約を結んだ。オフの11月6日にFAとなった。11月24日にマイアミ・マーリンズとマイナー契約を結んだ。
2016年の開幕は傘下のAAA級ニューオーリンズ・ゼファーズで迎え、6月19日にメジャー契約を結んで25人枠入りした。6月28日にウェイバーでサンディエゴ・パドレスへ移籍した。8月6日のフィリーズ戦では打席に立った際にバットに塗る松脂が大量に付着し、そのままマウンドに上がるとルール違反となるため、「PLAYER（選手）」と名前の書かれた背番号91の匿名サンプルユニフォームを着てマウンドに戻った。この年メジャーでは2球団合計で18試合（先発14試合）に登板して4勝5敗・防御率4.04・53奪三振の成績を残した。

### パドレス退団後
2017年3月20日に自由契約となった。3月30日にミネソタ・ツインズとマイナー契約を結んだ。7月21日に解雇となる。
2018年3月11日にメキシカンリーグのユカタン・ライオンズと契約。5月11日に独立リーグ・アトランティックリーグのサザンメリーランド・ブルークラブスに移籍。
2019年4月11日にアトランティックリーグのハイポイント・ロッカーズと契約。9月16日に自由契約になった。

## 詳細情報

### 年度別投手成績
| 年 度    | 球 団    | 登 板 | 先 発 | 完 投 | 完 封 | 無 四 球 | 勝 利 | 敗 戦 | セ 丨 ブ | ホ 丨 ル ド | 勝 率 | 打 者 | 投 球 回 | 被 安 打 | 被 本 塁 打 | 与 四 球 | 敬 遠 | 与 死 球 | 奪 三 振 | 暴 投 | ボ 丨 ク | 失 点 | 自 責 点 | 防 御 率 | W H I P |
| -------- | -------- | ----- | ----- | ----- | ----- | -------- | ----- | ----- | -------- | ----------- | ----- | ----- | -------- | -------- | ----------- | -------- | ----- | -------- | -------- | ----- | -------- | ----- | -------- | -------- | ------- |
| 2013     | HOU      | 35    | 5     | 0     | 0     | 0        | 4     | 7     | 0        | 7           | .364  | 323   | 73.1     | 82       | 16          | 26       | 1     | 2        | 49       | 2     | 0        | 48    | 44       | 5.40     | 1.47    |
| 2014     | HOU      | 13    | 0     | 0     | 0     | 0        | 0     | 1     | 0        | 1           | .000  | 118   | 24.2     | 28       | 5           | 13       | 1     | 1        | 16       | 0     | 0        | 20    | 16       | 5.84     | 1.66    |
| 2016     | MIA      | 2     | 2     | 0     | 0     | 0        | 1     | 0     | 0        | 0           | 1.000 | 47    | 10.0     | 11       | 5           | 8        | 0     | 1        | 6        | 0     | 0        | 7     | 7        | 6.30     | 1.90    |
| 2016     | SD       | 16    | 12    | 0     | 0     | 0        | 3     | 5     | 0        | 0           | .375  | 267   | 61.1     | 61       | 9           | 23       | 0     | 3        | 47       | 4     | 1        | 32    | 25       | 3.67     | 1.37    |
| '16計    | SD       | 18    | 14    | 0     | 0     | 0        | 4     | 5     | 0        | 0           | .444  | 314   | 71.1     | 72       | 14          | 31       | 0     | 4        | 53       | 4     | 1        | 39    | 32       | 4.04     | 1.44    |
| MLB：3年 | MLB：3年 | 66    | 19    | 0     | 0     | 0        | 8     | 13    | 0        | 8           | .381  | 755   | 169.1    | 182      | 35          | 70       | 2     | 7        | 118      | 6     | 1        | 107   | 92       | 4.89     | 1.49    |

- 2018年度シーズン終了時

### 背番号
- 56（2013年 - 2014年）
- 50（2016年 - 同年途中）
- 47（2016年途中 - 同年終了）
- 91（2016年8月6日のみ）